# Roccalbegna
Roccalbegna település Olaszországban, Toszkána régióban, Grosseto megyében. Lakosainak száma 918 fő (2023. január 1.). Roccalbegna Arcidosso, Campagnatico, Manciano, Santa Fiora, Scansano és Semproniano községekkel határos.

## Népesség
A település lakossága az elmúlt években az alábbi módon változott:
| Lakosok száma | 1024 | 984  | 918  |
|               | 2017 | 2018 | 2023 |